# Oak Grove (Oregon, Hood River megye)
Oak Grove az Amerikai Egyesült Államok északnyugati részén, Oregon állam Hood River megyéjében elhelyezkedő önkormányzat nélküli település.